# Ceilán en los Juegos Olímpicos de Londres 1948
Ceilán (actualmente Sri Lanka) estuvo representado en los Juegos Olímpicos de Londres 1948 por siete deportistas masculinos que compitieron en dos deportes.
El portador de la bandera en la ceremonia de apertura fue el atleta Duncan White.

## Medallistas
El equipo olímpico obtuvo las siguientes medallas:
| Nombre       | Deporte   | Competición    |
| ------------ | --------- | -------------- |
| Oro          |           |                |
| —            |           |                |
| Plata        |           |                |
| Duncan White | Atletismo | 400 m vallas M |
| Bronce       |           |                |
| —            |           |                |